# Vijfde Tibetaanse Rite
De Vijfde Tibetaanse Rite (van Verjonging) of het Vijfde Tibetaantje is een yoga-achtige oefening uit de Vijf Tibetanen, voor het eerst beschreven door Peter Kelder en in 1992 naar het Nederlands vertaald onder de titel Fontein der Jeugd.
De Vijfde Tibetaan begint in de zogenoemde opdruk-houding: met je buik naar onderen en met je tenen en handen op de grond. Je buik buigt naar onderen door, waarbij je armen loodrecht ten opzichte van de grond staan. Je hoofd beweegt op je inademing (door de neus) zo ver mogelijk naar achteren. In hatha yoga staat deze houding bekend als de Omhoogkijkende Hond.

Breng nu op je uitademing (door je mond) je bekken naar boven, zodat je lichaam een V-vorm maakt. In hatha yoga wordt deze houding de Omlaagkijkende Hond genoemd, met als verschil dat in de Vijfde Tibetaan de nadruk ligt op het strekken van de achterpezen van de knie, terwijl de nadruk in hatha yoga ligt op het trekken van de rug. De ademhaling houdt in de heen- en weerbewegingen een gelijk ritme aan.
Net als de andere vier rites, wordt deze oefening dagelijks 21 keer uitgevoerd. Dit kan door bijvoorbeeld met drie keer per dag te beginnen, waarbij het aantal met het verloop van de dagen telkens met twee wordt verhoogd. Het totaal aantal malen kan over de gehele dag worden verspreid en het is niet nodig de oefening meer dan 21 keer per dag te doen.
|  |  |